# FA-50战斗攻击机
FA-50戰鷹（FA-50 Fighting Eagle）战斗攻击机（原先型號稱為A-50），是韩国航空宇宙产业（Korea Aerospace Industries，KAI）在T-50金鷹式高級教練機基础上研发的首款韩国生产轻型攻击机，用来取代F-5E/F。
FA-50战斗攻击机2011年5月首飞成功，2013年8月交付韩国空军，2014年10月正式投入实战部署。该战机最高能以1.5马赫的速度飞行，最大载重能力达4.5吨。FA-50装配有数据链和脉冲多普勒雷达，能同时追踪10个目标并攻击其中2个。
据韩国航空宇宙产业介绍，FA-50效费比高，有助于韩国实现国防工业的独立自主。

## 系列機型
- FA-50GF[6]
- FA-50PH–菲律賓空軍的版本
- FA-50PL[6]–波蘭空軍的Block20版本

## 服役國家
- 大韓民國
  - 大韓民國空軍：60架FA-50。

- 菲律賓
  - 菲律賓空軍：菲律賓在2014年3月與韓國簽訂採購合約，以總價189億披索（約新臺幣128億5000萬元）採購12架韓國航空宇宙產業生產的FA-50PH戰機[7]，菲律賓的FA-50PH搭載IAI  EL / M-2032脈衝多普勒雷達。

- 波蘭
  - 波兰空军：48架FA-50 PL戰機[8]，當中12架為FA-50GF，另外36架為FA-50PL，FA-50PL戰機是T-50「金鷹」教練機的戰鬥衍生版本，可整合掛載包含「狙擊手」先進目標標定莢艙（Sniper ATP）、GBU-38聯合直攻彈藥（JDAM）、GBU-12雷射導引炸彈、AGM-65L「小牛」飛彈，以及其他精確導引武器，並搭載先進航電設備[9]。

- 马来西亚
  - 馬來西亞皇家空軍：馬來西亞皇家空軍以9億2千萬美元在第一階段的輕戰機/部教機計劃購買18架韓國航太的FA-50 Block 20，由於馬來西亞有空中加油方面的特別要求，韓國航空宇宙產業將會為其購買的FA-50追加軟管空中加油能力。[10] KAI提供给大马的FA-50 Block 20飞机，普遍装备有洛克希德马丁公司研制的“狙击手高级瞄准吊舱”等各种先进设备。此外，该飞机改型还将配备一门 20 毫米火炮、AIM-9 导弹、GBU-12 LGB Integration、GBU-38 JDAM（联合直接攻击弹药）、AGM-65 Maverick 导弹、AIM-120 空对空导弹（AMRAAM）形式的超视距（BVR）导弹能力。[11]

### 潛在客戶
- 埃及
  - 埃及空軍：據埃及駐韓國大使稱，採購FA-50的談判已接近尾聲，預計先採購36架，由韓國航空宇宙產業生產，隨後將建立本土生產體系，最終採購數量增至100架。

## FA-50諸元

### 基本規格
- 飛行員：2名
- 全長：43呎1吋（13.14公尺）
- 翼展：31呎0吋（9.45公尺）
- 全高：15呎9吋（4.81公尺）
- 空重：14,264磅（6,470公斤）
- 最大起飛重：26,929磅（12,214 公斤）
- 發動機：1具通用电气航空（GE Aviation）F404-GE-102渦輪扇發動機，最大後燃推力17,000磅（78.7 kN）
- 雷達：洛克希德·馬丁（Lockheed Martin）AN/APG-67脈衝多普勒雷達，菲律賓空軍FA-50改用以色列IAI EL/M-2032脈衝多普勒雷達

### 性能
- 極速：1.5馬赫
- 航程：1,150哩（1,851公里）
- 升限：48,000呎（14,630公尺）

### 武裝
- 武器酬載量：4,500公斤（4.5噸）
- 機砲：1門M61A1 20公釐火神式六管旋轉式機炮
- 飛彈：2枚AIM-9響尾蛇（Sidewinder）短程空對空飛彈、6枚AGM-65小牛（Maverick）空對地飛彈
- 炸彈：5枚CBU-58集束炸彈、9枚Mk 82 500磅低阻力通用炸彈、3枚Mk 83 1,000磅低阻力通用炸彈、3枚Mk 84 2,000磅低阻力通用炸彈或9枚MK20石眼式集束炸彈
- 火箭彈：九頭蛇70航空火箭彈